# Styv skäggört
Styv skäggört, Penstemon strictus, är en grobladsväxtart som beskrevs av George Bentham. Styv skäggört ingår i släktet penstemoner, och familjen grobladsväxter. Inga underarter finns listade i Catalogue of Life.

## Bildgalleri

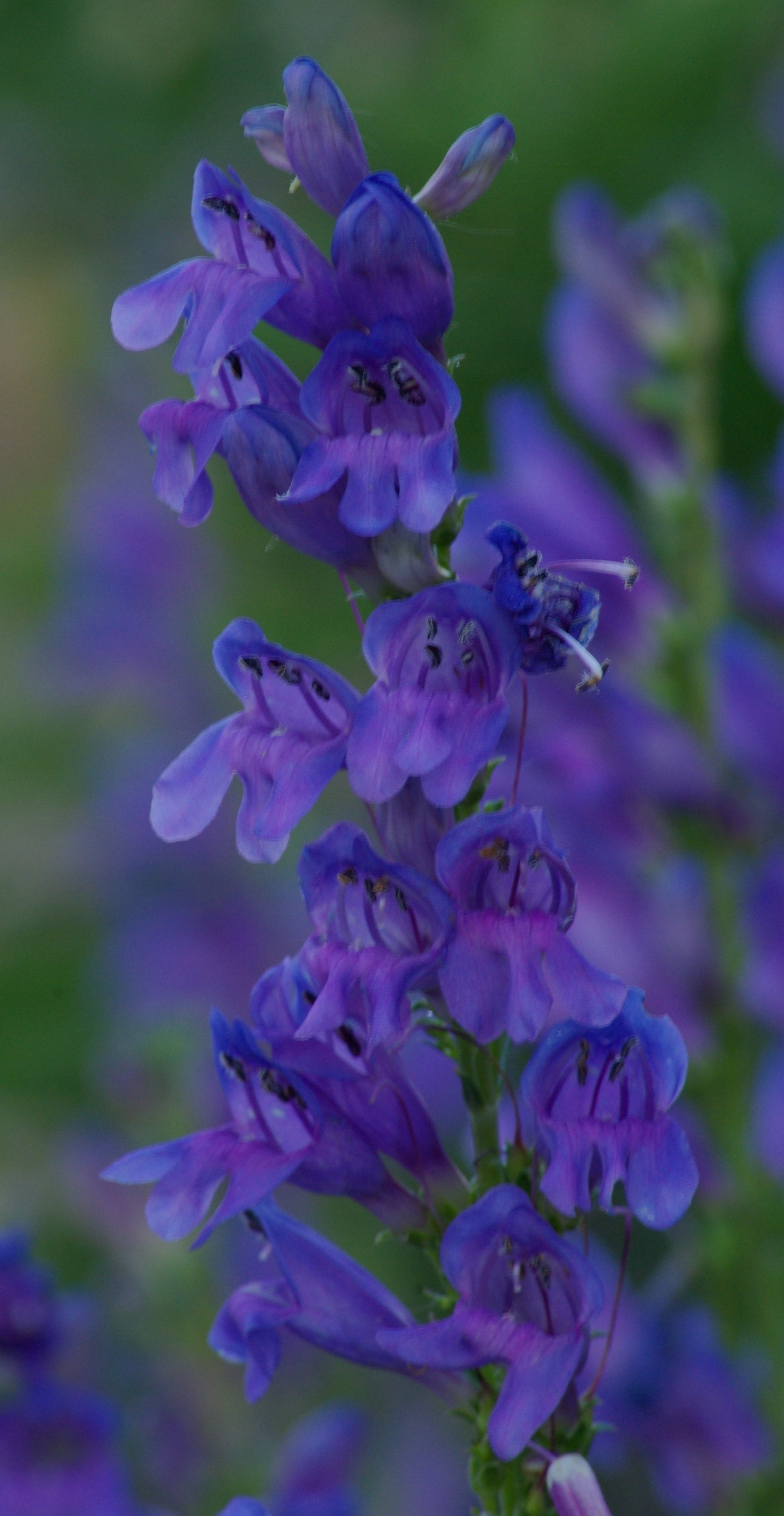